# 植松清
植松 清（うえまつ きよし、1903年（明治36年）1月3日 - 1983年（昭和58年）5月24日）は、日本の経営者。古河電気工業社長を務めた。静岡県出身。

## 経歴・人物
1927年に東京商科大学を卒業し、同年に古河電気工業に入社。
1954年11月に取締役に就任し、1956年11月に常務、1959年6月に副社長を経て、1960年11月には社長に就任。1968年11月に会長を経て、1974年11月には取締役相談役に退いた。1971年12月から1976年6月に古河金属工業会長を務めた。
1964年4月に藍綬褒章を受章し、1973年4月に勲二等瑞宝章を受章した。
1983年5月24日、心不全のために死去。80歳没